# Stanisław Józef Thugutt
Stanisław Józef Thugutt (ur. 12 maja 1862 w Kaliszu, zm. 27 grudnia 1956 w Krakowie) – polski mineralog, rektor Uniwersytetu Warszawskiego.

## Życiorys
Syn Stanisława Antoniego (1836–1869), właściciela apteki w Warszawie, i Ludwiki z Rydeckich. Był stryjecznym bratem znanego polityka dwudziestolecia międzywojennego, ministra spraw wewnętrznych Stanisława Augusta Thugutta. Ukończył 8-klasowe gimnazjum filologiczne w Warszawie, a następnie zapisał się na wydział matematyczno-przyrodniczy Cesarskiego Uniwersytetu Warszawskiego. Po pierwszym semestrze przeniósł się na Uniwersytet w Dorpacie. W Dorpacie odbył studia chemiczne, uzyskując w roku 1892 stopień magistra chemii na podstawie rozprawy pt. Studia mineralogiczno-chemiczne, a w 1894 doktora chemii za rozprawy O chemicznej budowie niektórych glinokrzemianów. W latach 1893–1894 pracował jako asystent w Zakładzie Mineralogicznym Uniwersytetu Dorpackiego. W roku 1896 kupił majątek ziemski Sieradzice w powiecie pińczowskim i zajął się gospodarką rolną. W 1902 ożenił się z Lucyną Cywińską (1872–1954), córką właścicieli sąsiednich Nagorzan i został sędzią pokoju w Kazimierzy Wielkiej. W 1903 przeniósł się do Warszawy, by organizować prywatną pracownię mineralogiczno-chemiczną. W roku 1908 pracownia weszła w skład utworzonego Towarzystwa Naukowego Warszawskiego. Majątek Sieradzice sprzedał w 1906, źródłem utrzymania stał się dochód z Nagorzan, które odziedziczyła żona i procent od kapitału ulokowanego w listach zastawnych Towarzystwa Kredytowego Ziemskiego. Trzykrotnie odmawiał (w latach 1902, 1907 i 1912) objęcia katedry gleboznawstwa i chemii rolnej w Uniwersytecie Jagiellońskim. Od 1915 profesor Uniwersytetu Warszawskiego w Warszawie, w roku 1918 przyjął nominację na profesora zwyczajnego mineralogii i petrografii i kierownika Zakładu Mineralogicznego UW od 1919 również Politechniki w Warszawie. W latach 1916–1918 wykładowca mineralogii na Wydziale Przyrodniczym Towarzystwa Kursów Naukowych w Warszawie. Prowadzone przez profesora badania dotyczyły mineralogii teoretycznej i eksperymentalnej. Interesował się minerałami z grupy skalenoidów i zeolitów. Był założycielem i długoletnim redaktorem czasopisma „Archiwum Mineralogiczne” ukazującym się od 1925. Przechodząc na emeryturę w roku 1935 otrzymał godność profesora honorowego Uniwersytetu Warszawskiego. W 1929 uzyskał tytuł doktora honoris causa Uniwersytetu w Dorpacie.
Od 1913 członek AU, od 1921 członek Polskiej Akademii Umiejętności w Krakowie. Od 1952 członek  tytularny Polskiej Akademii Nauk.
W ciągu 70 lat czynnej pracy naukowej ogłosił ponad 100 prac naukowych, dotyczących przede wszystkim zeolitów, skaleniowców, pochodzenia pegmatytów, w tym szereg prac specjalnych, zwłaszcza z dziedziny chemii krzemianów.
Po wkroczeniu do Polski Armii Czerwonej w 1945 osiemdziesięciotrzyletni profesor i jego dzieci Bohdan i Wanda (oboje żołnierze AK) zostali aresztowani przez NKWD. Profesora po niedługim czasie zwolniono na skutek próśb polskich naukowców, ale Wanda zmarła w łagrze w ZSRR, a Bohdan do 1948 był więziony w łagrze w ZSRR, gdzie stracił nogę, zaś po powrocie do kraju przez cztery lata więziony był przez polskie władze komunistyczne. Wobec zniszczenia Warszawy profesor zamieszkał z żoną w Krakowie. Podjął badania w użyczonym mu pomieszczeniu w Zakładzie Mineralogii Uniwersytetu Jagiellońskiego, powierzono mu zorganizowanie pracowni ultramikroskopowej dla badań nad genezą minerałów.
Członek honorowy Polskiego Towarzystwa Geologicznego.
Został pochowany na cmentarzu Rakowickim w Krakowie (kwatera Q-5-48).

## Ordery i odznaczenia
- Krzyż Komandorski Orderu Odrodzenia Polski (29 grudnia 1924)[8]
- Złoty Krzyż Zasługi (20 września 1951)[9]

## Prace naukowe
- Mineralogische Studien (1891)
- O reagonicie, nowym produkcie wietrzenia nefelinu (1899)
- O nowym sposobie mikrochemicznym rozpoznawania kalcytu (1911)
- O pochodzeniu skaleni pegmatytowych (1926)
- O pochodzeniu diamentów (1925)